# Стенлі Ґартон
Стенлі Ґартон (англ. Stanley Garton, 31 березня 1889 — 20 жовтня 1948) — британський академічний веслувальник.
Олімпійський чемпіон 1912 року в складі вісімки.